# 条書
条書（じょうしょ・条目（じょうもく））とは、武家が主に領民に対して一方的な命令を交付する際に用いた箇条書からなる文書。
鎌倉時代よりこうした形式の文書が見られるが、戦国時代に入ると、戦国大名が家臣や領民に法令や軍事命令を強制・徹底させるためにこの形式を用い、江戸時代の幕藩体制下でもしばしば見られた。
条目は戦国大名同士の外交においては書状のほか交渉条件や贈答などにおいて条目形式の外交文書が用いられ、書札礼も存在する。